# ¿Quién es judío?
«¿Quién es judío?» (en hebreo: מיהו יהודי) es una pregunta fundamental sobre la identidad judía y las consideraciones de autoidentificación judía. La cuestión se refiere a ideas sobre la condición de judío, que poseen dimensiones culturales, étnicas, religiosas, políticas, genealógicas y personales. El judaísmo ortodoxo y el judaísmo conservador siguen la ley judía (halajá), considerando judías a las personas cuyas madres son judías o que han realizado una conversión halájica. El judaísmo reformista y el judaísmo reconstruccionista aceptan tanto la descendencia matrilineal como la patrilineal, además de la conversión. El judaísmo caraíta sigue predominantemente la descendencia patrilineal, así como también acepta la conversión.
La identidad judía también se define comúnmente a través de la etnicidad. Encuestas de opinión han sugerido que la mayoría de los judíos modernos consideran que ser judío es principalmente una cuestión de ascendencia y cultura, más que de religión.
Existe controversia sobre la identificación judía en Israel, ya que afecta temas como la ciudadanía y el estado civil, incluyendo el matrimonio. La Ley del Retorno de Israel otorga ciudadanía a quienes tienen al menos un padre o abuelo judío, incluso si no son religiosos. Sin embargo, los tribunales rabínicos aplican las normas halájicas en cuestiones matrimoniales, exigiendo conversiones ortodoxas para quienes no tienen madre judía. Esto genera conflictos entre las distintas ramas del judaísmo.
Los nazis definieron a los judíos según su ascendencia y los persiguieron por motivos de raza. Los antisemitas también han definido a los judíos con fines discriminatorios. Los propios judíos tienen autodefiniciones diversas, que van desde la observancia religiosa hasta una identidad étnica secular. No existe un consenso general, pero los temas comunes incluyen la ascendencia, la cultura y el sentido de pertenencia a la comunidad, incluso entre los judíos seculares y los conversos a otras religiones.

## Definición de «judío»
El término «judío» se presta a varias definiciones más allá de simplemente designar a quien practica el judaísmo. Los antiguos israelitas y/o hebreos, quienes difundieron el judaísmo, no eran simplemente un grupo heterogéneo unido por una ideología común; constituían un grupo etnorreligioso del cual desciende directamente la mayoría de los judíos modernos. Debido a esto, existe una forma étnica de identidad judía junto a la forma religiosa, y los conceptos de etnicidad, nacionalidad y religión judía están fuertemente interrelacionados. Además, la conversión permite que alguien sin conexión previa con la población judía histórica se convierta en judío.
En esencia, la palabra «judío» puede definirse como una conjunción de varias ideas diferentes, aunque estrechamente relacionadas:
- Un judío es alguien que practica la religión judía, el judaísmo. Esto incluye tanto a los conversos como a quienes han sido miembros de la religión judía desde su nacimiento.
- Un judío es alguien que desciende directamente del antiguo grupo étnico israelita, y por lo tanto es miembro del pueblo judío. Esto incluye a quienes no son religiosos practicantes, o incluso a quienes son completamente irreligiosos, y manifiestan una conexión principalmente cultural,[10][11] aunque algunos académicos limitan la definición a los descendientes de israelitas que practican el judaísmo.[12]
- Un judío es quien, independientemente de su identidad religiosa actual, desciende directamente de un antepasado judío. Tradicionalmente, esto solo se aplicaba a la ascendencia matrilineal, aunque algunos grupos judíos también reconocen la condición de judío por vía de patrilinealidad.

## Estructura legal en Israel

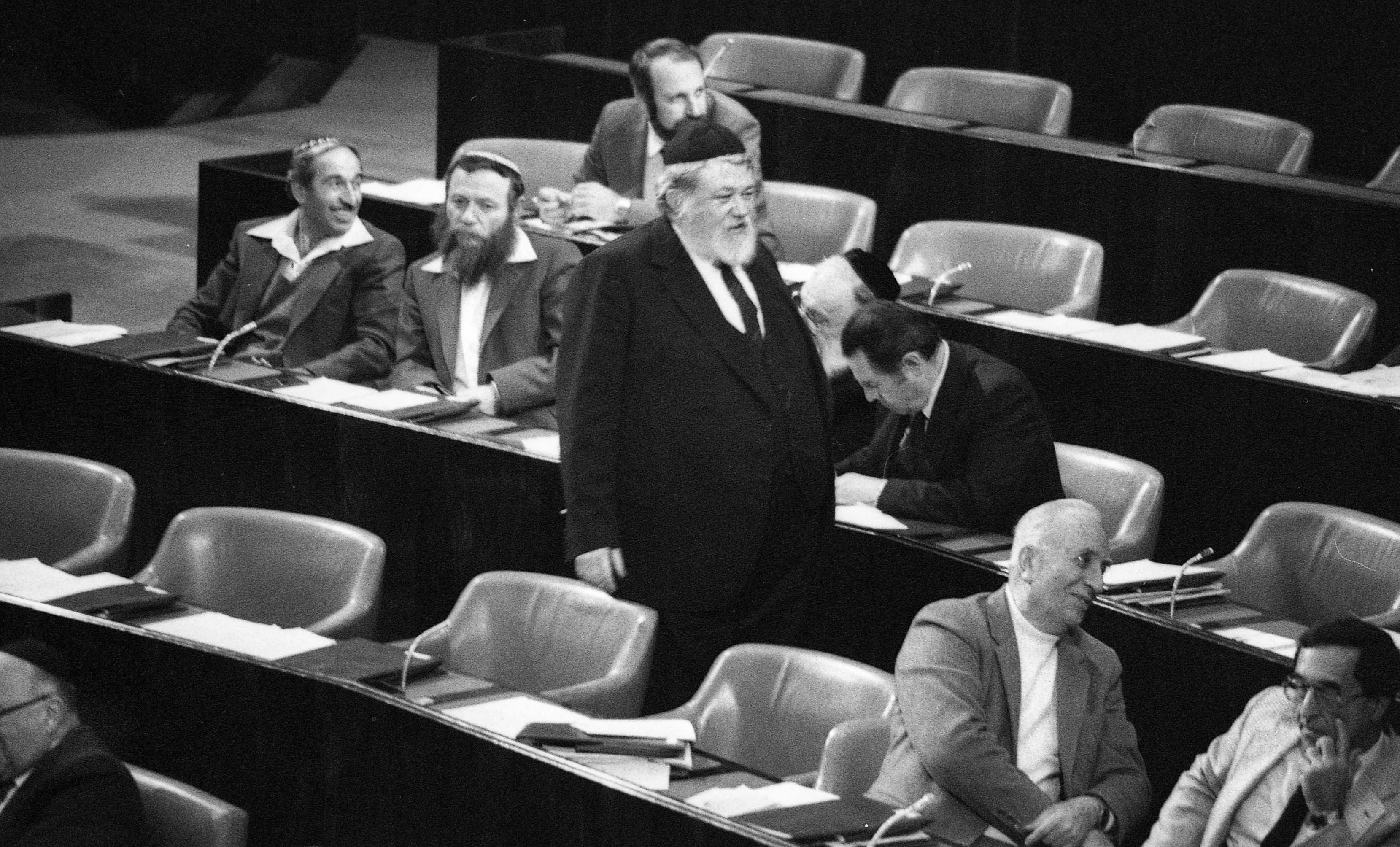
Una sesión especial de la Knéset para decidir la cuestión de "¿Quién es judío?", 1983.

Los documentos constitucionales israelíes no han definido "quién es judío", aunque la decisión de si alguien es judío o no tiene importantes consecuencias legales, sociales y financieras. Esta falta de definición ha dado lugar a controversias legales en Israel y ha habido muchos casos judiciales que han abordado la cuestión.

### Prueba de judaísmo
A 2010, cualquiera que haya inmigrado a Israel después de 1990 y desee casarse o divorciarse bajo la tradición judía dentro del Estado debe pasar por una "prueba de judaísmo" en un tribunal rabínico ortodoxo. En esta prueba, una persona debe probar su condición de judío ante un investigador «más allá de toda duda razonable». Debe presentar documentación original de su linaje materno hasta su bisabuela (4 generaciones), o en el caso de los judíos etíopes, hasta 7 generaciones atrás. Además, deben presentar documentos gubernamentales donde la nacionalidad/religión figure como judía (por ejemplo, partidas de nacimiento/defunción, certificados de matrimonio, etc.).
En el caso de personas cuyos documentos originales se hayan perdido o nunca hayan existido, puede requerirse un esfuerzo considerable para demostrar su judaísmo.
Los fallos judiciales no son definitivos, y cualquier funcionario puede cuestionarlos incluso 20 años después, modificando el estatus de ciudadanía a «en espera» y poniendo a la persona en riesgo de deportación.
Las dos comunidades más afectadas por estos problemas de documentación son:
- Inmigrantes de la antigua Unión Soviética – un estudio realizado entre 2003 y 2005 mostró que el 83% de las personas de la ex URSS que comenzaron el proceso de prueba de judaísmo lo completaron con éxito. Se estima que un 10% abandonó el proceso antes de terminar. En un estudio posterior, de 2011, se alcanzó un 90% de éxito.[21] Muchos judíos de la ex URSS tomaron medidas para ocultar su identidad judía. Además, los documentos soviéticos posteriores son sospechosos debido a la falsificación generalizada, y los archivos originales son de difícil acceso para los genealogistas.[22]
- Inmigrantes de los Estados Unidos, donde los documentos gubernamentales generalmente no indican religión o identidad judía.[23][24][25][26]

### Ley del Retorno
Tras el nacimiento del moderno Estado de Israel en 1948, la Ley del Retorno fue promulgada en 1950 para otorgar a cualquier judío el derecho a inmigrar a Israel y obtener la ciudadanía. Sin embargo, debido a la incapacidad de los legisladores para ponerse de acuerdo, la Ley no definió quién es judío, confiando en que la cuestión se resolvería con el tiempo. Como resultado, la Ley se basó formalmente en la definición halájica tradicional. Pero la ausencia de una definición de quién es judío, para los fines de la Ley, ha resultado en puntos de vista divergentes de las distintas corrientes del judaísmo compitiendo por reconocimiento.
Además de la definición halájica generalmente aceptada sobre quién es judío, en 1970 la Ley extendió las categorías de personas con derecho a inmigración y ciudadanía a los hijos y nietos de judíos, independientemente de su afiliación religiosa actual, y a sus cónyuges. Asimismo, los conversos al judaísmo cuya conversión se haya realizado fuera del Estado de Israel, independientemente de quién la haya realizado, tienen derecho a inmigrar bajo la Ley. Nuevamente, surgieron problemas sobre si una conversión realizada fuera de Israel era válida. La variación en la definición en la Ley y la usada por las diferentes ramas del judaísmo ha generado dificultades prácticas para muchas personas.
Se estima que entre 1986 y 2006, aproximadamente 200,000 no judíos e incluso cristianos practicantes han ingresado a Israel desde la antigua Unión Soviética sobre la base de ser hijo o nieto de un judío o por estar casados con un judío.
Sin embargo, hay una excepción en el caso de una persona que se haya convertido formalmente a otra religión. Esto se deriva del Caso Rufeisen en 1962, en el que la Corte Suprema dictaminó que dicha persona, sin importar su posición halájica, no tiene derecho a inmigrar bajo la Ley; concluyeron que "nadie puede considerar a un apóstata como perteneciente al pueblo judío".
Las definiciones israelíes actuales excluyen específicamente a los judíos que se han convertido abierta y conscientemente o que fueron criados en una fe distinta al judaísmo, incluyendo el Judaísmo mesiánico. Esta definición no es igual a la de la ley judía tradicional; en algunos aspectos es deliberadamente más amplia, para incluir a aquellos familiares no judíos de judíos que podrían haber sido percibidos como judíos y, por lo tanto, enfrentaron antisemitismo.
La Ley del Retorno no define por sí misma el estatus judío de una persona; sólo se ocupa de quienes tienen derecho a inmigrar a Israel.
A principios de los años 50, el Gran Rabinato israelí originalmente se opuso a la inmigración de judíos caraítas a Israel, e intentó sin éxito obstaculizarla. En 2007, el rabino David Chayim Chelouche, gran rabino de Netanya, fue citado en el The Jerusalem Post diciendo: «Un caraíta es judío. Los aceptamos como judíos y a cada uno que desea regresar [al judaísmo ortodoxo] lo aceptamos de vuelta. Hubo una vez una pregunta sobre si los caraítas necesitaban someterse a una circuncisión simbólica para pasar al judaísmo rabínico, pero el rabinato está de acuerdo en que hoy eso no es necesario.»